# Marenovo
Marenovo (cyr. Мареново) – wieś w Serbii, w okręgu rasińskim, w gminie Varvarin. W 2011 roku liczyła 386 mieszkańców.